# Jaciment arqueològic de la Dou
El jaciment arqueològic de la Dou està ubicat al sud del nucli de Sant Esteve d'en Bas (Vall d'en Bas, la Garrotxa) als terrenys de la finca agroramadera de la Dou. Va ser localitzat a l'estiu del 2005 gràcies a una intervenció d'urgència, i s'ha excavat durant els 10 anys següents en diverses campanyes successives. Aquestes excavacions han permès trobar dues zones d'ocupació, dins del mateix jaciment, pertinents al Neolític antic i al bronze final, una al costat de l'altra, fet poc comú, ja que per regla general es localitza una fase a sobre de l'altra.
L'excavació i el coneixement obtingut d'aquest jaciment així com d'aquesta part de la història vinculada a la Vall d'en Bas ha estat possible gràcies a les autoritzacions i la gran disponibilitat de Joan Dou i la seva família, propietaris dels terrenys on es troba el jaciment.

## Context geogràfic i historiografia del jaciment
El jaciment, situat al sud del nucli de Sant Esteve d'en Bas, als terrenys de la finca de la Dou, va ser localitzat l'estiu del 2005, durant les obres per a la construcció de la carretera de Sant Esteve d'En Bas, i a l'octubre del 2005 va tenir-hi lloc una primera intervenció arqueològica, de caràcter preventiu, a càrrec de l'Institut del Patrimoni Cultural de la Universitat de Girona. Pels resultats obtinguts amb la intervenció d'urgència, i vista la importància històrica del jaciment durant el Neolític antic, el Departament de Prehistòria de la Universitat Autònoma de Barcelona, juntament amb l'Institut del Patrimoni Cultural de la Universitat de Girona, van considerar interessant la continuació de treballs arqueològics en aquest jaciment dins del marc de dos projectes de recerca successius.
Gràcies a aquests projectes, comptant la primera excavació d'urgència del 2005, s'han realitzat en total 11 campanyes d'intervenció arqueològica successives (2006 - 2015), una prospecció aèria (2007) i una prospecció geofísica (2009 - 2013), amb la qual van estudiar, mitjançant aquesta tècnica, una superfície total de 24.500 m².

## Estratigrafia i troballes
El jaciment està dividit en dos moments clars d'ocupació en una zona a l'aire lliure, de diferent període cronològic, un al costat de l'altre: un primer ubicat cronològicament cap a final del neolític antic, amb una concentració màxima a l'entorn del 4500 ae i el 4400 ae, amb una variabilitat significativa entre 4300 ae i el 4900 ae, fet que indica que en aquest indret es van produir ocupacions reiterades al llarg de com a mínim 350-400 anys, i un segon moment d'ocupació efectuat cap a principi del bronze final (1500 ae–1000 ae).

### Neolític antic[3]
Les datacions absolutes obtingudes evidencien que el poblat va estar habitat fa, aproximadament a l'entorn de 4.350 ae. La necessitat de disposar de sòls fèrtils aptes per a l'agricultura i d'aigua a la vora va ser, probablement, un dels aspectes que van tenir en compte les poblacions d'aquell temps a l'hora d'escollir el pla de la Dou com a lloc per emplaçar l'assentament, on destacava la presència d'una terrassa fluvial.
Per l'elevada extensió del jaciment i la impossibilitat d'excavar-lo en la seva totalitat, es va considerar oportú fer servir la fotografia aèria per a la correcta interpretació del jaciment en el 2007. Així, gràcies als indicis aportats per la fotografia aèria, ha estat possible evidenciar al camp de la Dou la presència d'una macroestructura o estructura arqueològica de fusta amb unes dimensions de 5 metres d'ample i 1,8 d'alçada que podria tractar-se d'un fossat o element que limitava el poblat durant el Neolític antic i, per tant, reflecteix el resultat d'una organització social del territori.
A l'interior d'aquesta estructura s'ha excavat un total de tres àrees d'habitació diferents, separades entre si per una distància mitjana d'uns 40 metres. Tenint en compte les relacions espacials i les diferències i similituds entre les tres àrees, tot sembla apuntar que el poblat de la Dou estaria conformat a partir d'estructures d'habitació construïdes de tipus cabana, a les quals s'associen àrees de treball externes.
Dins d'una d'aquestes àrees d'habitació es va excavar un total de cinc fogars de planta circular i, aproximadament, d'un metre de diàmetre, localitzats relativament a prop els uns dels altres. Dins d'aquests fogars, es van trobar sediments que presentaven mostres dels residus de combustió corresponents a les últimes utilitzacions d'aquests estructures, just abans del seu abandonament: cendres, abundants fragments de carbó, branques carbonitzades i còdols i fragments de pedra de mides petites, compreses entre 5 i 25 centímetres. L'estudi de les restes de carbó recuperades ha permès arribar a conèixer quin tipus de combustible es va utilitzar durant la darrera crema efectuada al fogar: destaca sobretot llenya d'espècies del grup de las rosàcies i de les malòidies: pomera, perer, arç blanc, boix o server. Per tant, es tracta d'espècies arbòries i arbustives localitzades segurament a poca distància de l'assentament.
Respecte a les troballes de ceràmica, destaquen les restes de quasi 2.000 peces recuperades en el jaciment, de mides mitjanes i petites. Tenien una funció de cara al manteniment i consum, i ús quotidià; les van fabricar a partir d'argiles locals a què afegien petits fragments de basalt o de quars com a desgreixant.
La producció d'instruments lítics també es basa, sobretot, en la utilització de matèries primeres d'origen local, fàcilment adquiribles als voltants de l'assentament. La roca més representada és el quars, seguida les roques silícies. També s'han recuperat restes de talla i esclats resultants del treball de còdols i blocs de pedra.
Entre les restes d'ossos recuperades, dominen les corresponents a porcs i bous domèstics, espècies amb una importància numèrica superior a les d'ovella i cabra. La majoria de les restes presenten un intens grau de fracturació i algunes estan alterades per l'acció del foc, característiques que permeten pensar que són deixalles de consum. Un dada interessant pel que fa a la gestió ramadera durant el Neolític antic aportada pel jaciment de la Dou és la documentació, a partir de les restes pol·líniques, de la presència del tipus Sporormiella al sòl, espècies indicadores de la presència d'excrements d'herbívors en aquest indret, constituint una possible prova indirecta de la pràctica de l'estabulació o permanència d'animals herbívors al mateix assentament. L'única espècie salvatge documentada n'és el conill, cosa que demostra que l'activitat de cacera tindria un fluix impacte pel que fa al proveïment d'aliment d'origen animal.

### Bronze final
La prospecció geofísica iniciada el 2009 va permetre identificar una àrea rectangular de 20 m² localitzada a l'est del jaciment neolític, fet que va produir la realització d'un sondeig. Aquest sondeig va localitzar proves d'un rebliment amb material orgànic i la presència abundant de materials arqueològics, així com la clara evidència d'un element estructural vinculat al fossat del poblament neolític: una construcció de fusta, probablement una palissada, que s'hauria cremat i que hauria quedat dipositada a la base del fossat. El material recuperat en el rebliment presenta unes característiques molt concretes que permeten ubicar de manera relativa aquesta estructura en els moments inicials del bronze final, cronologia que s'ha corroborat, posteriorment, amb els resultats de les datacions absolutes realitzades per carboni 14.
En excavacions posteriors, s'ha documentat la presència d'una gran abundància de materials ceràmics que formaven part d'un abocament de la zona, sobretot restes ceràmiques de recipients elaborats a mà, amb formes de perfil carenat i elements decoratius acanalats, de format obert i tancat i de mides petites, mitjanes i grans, amb una varietat important de formes decorades. La totalitat de les restes ceràmiques recuperades pertanyen a una mateixa entitat arqueològica que es documenta al nord-est peninsular durant el segon mil·lenni ae. Per tant, les evidències apunten que es tracta d'una zona de poblament que correspon a l'última fase de l'edat del bronze.